# Valea Neagră (okręg Vrancea)
Valea Neagră – wieś w Rumunii, w okręgu Vrancea, w gminie Nistorești. W 2011 roku liczyła 19
mieszkańców